# Canal El Boquerón
El Canal El Boquerón es un estrecho paso marítimo del sur del Perú, que se extiende entre la costa occidental de la península de Paracas y la isla San Gallán. Se encuentra ubicado en el litoral de la provincia de Pisco, en el departamento de Ica, dentro de los límites de la Reserva nacional de Paracas.
Es un canal profundo donde se sondan hasta más de 55 metros en su parte central, tiene unos 4,5 km de ancho en su zona más angosta, que se establece desde la línea de costa de la playa Los Sauces en la isla San Gallán, y la punta Tambillo, en el litoral oeste de la península de Paracas. Está recorrido en dirección sur-norte por un ramal de la corriente de Humboldt.
Es navegado por buques de gran calado y constituye el paso más expedito de entrada al puerto General San Martín, y es también el rumbo natural para seguir de viaje al sur saliendo de la bahía de Pisco.
De San Gallán a 1,6 km hacia el sur de su extremo más austral se encuentra a flor de agua, la roca Piñeiro, que debe tenerse en cuenta al ingresar por el lado sur del canal. Cuando existen ocurrencias de fuertes vientos que se oponen a la corriente marina, se genera en el canal un mar agitado y mareas altas, haciendo que la roca sea difícil de distinguir, lo que se recomienda navegar cerca del continente para evitar así la roca.